# 귀여운 쪼꼬미
《귀여운 쪼꼬미》는 1989년에 출간된 김수정의 어린이 성교육 만화를 원작으로 제작된 동명 애니메이션이다. MBC프로덕션과 희원 애니메이션에서 제작하여 1997년에 방영되었다.

## 제작진
- 기획: MBC
- 원작: 김수정
- 제작CP: 이상길
- 제작지휘: 김영애, 손동수
- 시나리오: 이승연, 오정은
- 캐릭터 디자인: 김선용
- 주제가 작사: 김영애
- 주제가 작곡·음악: 복화술
- 프로듀서: 윤진영, 김영옥
- 총감독: 민경조
- 미술감독: 오응환
- 소도구 설정: 유재하
- 콘티: 민경조, 정우영, 백승균
- 레이아웃: 구자국, 하형옥, 박경준
- 원화작감: 김선용, 박성진
- 원화: 김지후, 유경미, 홍인표, 신상균, 김윤경, 문원주, 이동수, 유현진, 양문희, 김은주, 서명호, 안재훈
- 동화작감: 육태환
- 동화: 이정호, 이잔디, 고성진, 김영국, 김현중, 김동중, 서순영, 김종옥, 고규선, 이종찬, 김미화, 김기남, 김종순
- CG감독: 정미, 김수경
- 색지정: 정경애, 김수경
- 컬러링: 조영란, 윤철희, 김형옥, 안희란, 김영호, 손리주
- 배경: 한예루, 김계숙, 최은미, 박미영, 임금희, 전애령, 이지윤
- CG효과: 서정미, 김수일, 이수영
- 촬영: 원재형, 이충연, 장수경, 신일석
- 제작진행: 김선태, 장영수
- 사운드 수퍼바이저: 이영빈
- 녹음: 조일오
- 녹음연출: 윤진영
- 제작: 게이브미디어 (라스코 엔터테인먼트?), 희원엔터테인먼트, MBC 프로덕션

## 부제
| 화수   | 부제                       | 방송일 |
| ------ | -------------------------- | ------ |
| 제1화  | 사랑의 시작                |        |
| 제2화  | 둥근 해가 떴습니다         |        |
| 제3화  | 목소리가 이상해요          |        |
| 제4화  | 고래잡으러 떠나 볼까?      |        |
| 제5화  | 마술에 걸렸어요            |        |
| 제6화  | 땅콩 사랑, 아이스크림 사랑 |        |
| 제7화  | 사랑하고 싶어요            |        |
| 제8화  | 아기는 통화중              |        |
| 제9화  | 꿈속의 사랑                |        |
| 제10화 | 크면 어때 작으면 어때!     |        |
| 제11화 | 순진의 고민                |        |
| 제12화 | 새로운 식구가 생겼어요     |        |
| 제13화 | 진정한 사랑                |        |